# Shona Campbell
Pour les articles homonymes, voir Campbell.
Pas d'image ? Cliquez ici

a Compétitions nationales et continentales officielles uniquement.

b Matchs officiels uniquement.
Dernière mise à jour le 8 août 2025.
Shona Campbell, née le 7 juin 2001 à Dundee (Écosse), est une joueuse internationale écossaise de rugby à XV et internationale écossaise et britannique de rugby à sept évoluant au poste d'ailière.

## Biographie
Shona Campbell naît le 7 juin 2001 à Dundee en Écosse.
En 2022, elle évolue en club au Edinburgh University RFC. Elle compte sept sélections en équipe d'Écosse quand elle est retenue en septembre 2022 pour disputer la Coupe du monde en Nouvelle-Zélande .
Elle fait partie de l'équipe de Grande-Bretagne de rugby à sept médaillée d'or aux Jeux européens de 2023 à Cracovie.
Blessée, elle rate l'édition 2024 du WXV.
Durant l'été 2025, elle signe aux Sale Sharks.